# Gonzalo Fernández de la Mora y Mon
Gonzalo Fernández de la Mora y Mon (Barcelona, 30 d'abril de 1924 – Madrid, 10 de febrer de 2002) va ser un polític i assagista espanyol, ministre d'Obres Públiques durant el franquisme.

## Biografia
Quan tenia dos anys, la seva família es va traslladar a Madrid. Va començar a estudiar el batxillerat al Colegio del Pilar i durant un temps va viure a Galícia (Mondariz, Guitiriz i Vigo). La Guerra Civil el va sorprendre a Galícia on estava de vacances, i allí va acabar el batxillerat amb els jesuïtes del Col·legi de Santiago Apòstol. El seu pare era coronel del cos jurídic militar i gentilhome d'Alfons XIII. La seva mare, de família monàrquica, descendia d'un ministre d'Isabel II. Ja a Madrid, en 1940, va començar els estudis de Dret i de Filosofia i Lletres, en la branca de Filosofia Pura. El setembre del 1943 es va doctorar en Dret. Als 19 anys havia publicat ja un llibre: Paradoja, que va elogiar el mateix Azorín.
El 1946 va entrar a l'Escola Diplomàtica, la qual arribaria a dirigir; allí va entrar en contacte amb grups monàrquics liberals. Durant la seva joventut Gonzalo Fernández de la Mora va entrar en contacte amb Fernando Álvarez de Miranda, Joaquín Calvo Sotelo, Íñigo Cavero, Torcuato Luca de Tena, Juan José López Ibor o José de Yanguas Messía. Com a diplomàtic va ocupar les destinacions de Cònsol d'Espanya a Frankfurt (1949), Encarregat de Negocis a Bonn (1949–1951) i Conseller Cultural d'Atenes (1961–1962).
Fernández de la Mora va ser Premi extraordinari en l'examen d'Estat. Igualment va ser Premi extraordinari en la seva llicenciatura de Dret, a més de ser llicenciat en Filosofia Pura; es va doctorar en la Universitat de Madrid. També seria acadèmic numerari i bibliotecari de la Reial Acadèmia de Ciències Morals i Polítiques i membre de diverses acadèmies mundials: Ginebra, Nova York, Argentina, Veneçuela, Xile, etc.
L'activitat de Fernández de la Mora es va intensificar en la dècada de 1960, en ocasió de l'enfrontament dels exfalangistes (Pedro Laín Entralgo, Dionisio Ridruejo i altres) que, dirigits per Joaquín Ruiz-Giménez —Ministre de Franco però objector del Govern amb inspiració en la Democràcia Cristiana— van intentar obrir-se al liberalisme democràtic i els partidaris de la tendència tradicional. Amb la base en revistes com Arbor, Atlántida i l'editorial Rialp properes a l'Opus Dei (del que no en va ser membre) aquest es va alinear al costat de figures com Rafael Calvo Serer, Florentino Pérez Embid, Vicente Marrero, Vicente Rodríguez Casado i Antonio Millán Puelles. Vinculat al diari ABC i al seu director de llavors, Torcuato Luca de Tena, Fernández de la Mora va dur a terme una perllongada labor d'editorialista i crític del que es va publicar a Espanya entre 1963 i 1969.
Delegat espanyol de dues Assemblees generals de la UNESCO i en nombroses sessions del Consell de Cooperació Cultural del Consell d'Europa (1958–1969). Membre del Consell Privat de Joan de Borbó, des de 1959, progressivament es va anar apropant al cercle de poder franquista i va ser nomenat Sotssecretari en el Ministeri d'Afers exteriors. En 1970 Fernández de la Mora va ascendir al rang de Ministre Plenipotenciari de primera classe dins de la seva Carrera diplomàtica, després d'haver ocupat, en el Ministeri d'Afers exteriors, els càrrecs de sotsdirector general de Relacions Culturals, Director de Cooperació Cultural (1963), Sotssecretari de Política Exterior i sotssecretari d'Afers exteriors. Entre 1970 i 1974 va ser Ministre d'Obres Públiques durant el final de la dictadura franquista. El gener de 1974, va ser nomenat Director de l'Escola Diplomàtica.
Durant la Transició va fundar la Unión Nacional Española que va ser un dels partits que va formar Aliança Popular, amb Fernández de la Mora com a vicepresident. Diputat per Pontevedra a les eleccions generals espanyoles de 1977, fou nomenat també conseller de la Xunta preautonòmica. El 1977 va deixar AP i la direcció de la UNE quan van donar el seu suport a la Constitució de 1978 (seva és la frase "Espanya no necessita constitució perquè és un Estat perfectament constituït"). En 1979 va ser un dels fundadors del partit Dreta Democràtica Espanyola.
Va donar els terrenys on actualment es troba l'Ajuntament de Poio (Pontevedra, Galícia).
Retirat de la política activa, en els anys vuitanta va fundar la revista de pensament conservador Razón Española, que va dirigir fins a la seva mort. La revista, que continua sent publicada amb periodicitat bimestral, ha sobrepassat ja el número 150, comptant entre els seus col·laboradors a Ángel Maestro, Dalmacio Negro Pavón, Juan Velarde Fuertes, Antonio Millán Puelles, José Comellas, Luis Suárez Fernández, Ricardo de la Cierva, Armando Marchante, Franciso Puy, Esteban Pujals, Carlos González Cuevas, Jesús Neira i José Javier Esparza.

## Ideologia
Des del punt de vista ideològic, Gonzalo Fernández de la Mora es va adherir, des de la seva joventut, al monarquisme que pugnava per retornar a Espanya per heretar al govern del general Franco. Amb el pas dels anys, la seva activitat diplomàtica li va conduir a familiaritzar-se amb actituds i tendències que accentuaren la seva visió europeista i ecumènica.
No obstant això, Juan Pablo Fusi afirma que els «immobilistes» (que s'oposaven als «aperturistes» en l'intent d'aquests per reformar el franquisme dins del mateix franquisme en els seus últims anys) van trobar «el seu filòsof en Gonzalo Fernández de la Mora» Segueix Fusi: «Fernández de la Mora, sota el pseudònim Diego Ramírez, llançava violentes diatribes contra l'aperturisme i la democràcia».

## Obra
L'obra assagística de Gonzalo Fernández de la Mora està centrada en diversos temes, de caràcter filosòfic i polític en la seva major part: antropologia, democràcia orgànica, partitocràcia, tradicionalisme, conservadorisme, tecnocràcia, ideologies, totalitarisme, krausisme, regeneracionisme, noucentisme, la crisi del 98, filosofia alemanya i espanyola, alçament del 18 de juliol, franquisme, etc.
L'obra guanyadora de la XXI edició del premi Espejo de España d'Assaig, Río arriba. Memorias (1995), abasta tot un període de la història d'Espanya. El diplomàtic i ja exministre, al moment de la concessió de l'esmentat premi, deia sobre aquest tema: «He volgut reflectir el 'mirall personal' d'algú que ha vist passar tres quartes parts del segle: la infantesa, la República, la Guerra Civil, la universitat, la política, la vida intel·lectual diplomàtica... Per a això he utilitzat un arxiu personal en el qual conservo correspondència».
Al llarg de la seva vida li van ser concedides 14 Grans Creus nacionals i estrangeres, entre elles l'espanyola de superior rang, la de Carles III. Per la seva labor en el Ministeri d'Obres Públiques va rebre 12 medalles d'or de diferents províncies.

## Obres
- Paradoja (1944)
- Laina (1944)
- Ortega y el 98 (1961)
- Pensamiento español, 1963. De Azorín a Zubiri (1964)
- El crepúsculo de las ideologías (1965)
- Pensamiento español, 1964. De Unamuno a D'Ors (1965)
- Pensamiento español, 1965. De Ortega a Nicol (1966)
- Pensamiento español, 1966. De Marañón a López Ibor (1967)
- Pensamiento español, 1967. De Castro a Millán Puelles (1968)
- Pensamiento español, 1968. De Amor Ruibal a Zaragüeta (1969)
- Pensamiento español, 1969. De Sanz del Río a Morente (1970)
- El crepúsculo de las ideologías (1971)
- Del Estado ideal al Estado de razón (1972)
- La partitocracia (1976)
- El Estado de obras (1976)
- La Constitución contemporánea (1980)
- La envidia igualitaria (1984)
- Los teóricos izquierdistas de la democracia orgánica (1985)
- Los errores del cambio (1986)
- Filósofos españoles del siglo XX (1987)
- Río arriba. Memorias (1995) (Premi Espejo de España, 1995)
- El hombre en desazón (1997)
- Sobre la felicidad (2001)